# Saint-Maudez
Saint-Maudez (bret. Sant-Maodez) – miejscowość i gmina we Francji, w regionie Bretania, w departamencie Côtes-d’Armor.
Według danych na rok 1990 gminę zamieszkiwały 222 osoby, a gęstość zaludnienia wynosiła 44 osoby/km² (wśród 1269 gmin Bretanii Saint-Maudez plasuje się na 983. miejscu pod względem liczby ludności, natomiast pod względem powierzchni na miejscu 1016.).